# Blåvingad lövsvampbagge
Blåvingad lövsvampbagge (Tetratoma fungorum) är en skalbaggsart som beskrevs av Fabricius 1790. Blåvingad lövsvampbagge ingår i släktet Tetratoma, och familjen skinnsvampbaggar. Arten är reproducerande i Sverige.

## Bildgalleri

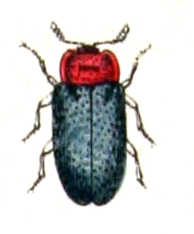